# Sporazum iz Altmarka
Sporazum iz Altmarka (švedski: Stillståndet i Altmark, poljski: Rozejm w Altmarku) bio je mirovni sporazum sklopljen 26. rujna 1629. između Kraljevine Švedske i Poljsko-Litavske Unije, kojim je okončan Švedsko-poljski rat (1620. – 1622.)

## Karakteristike
U tom je ratu Kraljevina Švedska okupirala Poljsko livonsko vojvodstvo i dobar dio Prusije i izvojevala niz pobjeda nad poljsko-litavskim snagama Sigismunda III.
Premda su posljednju bitku u lipnju 1629. dobili Poljaci, nijedna strana nije bila u poziciji da dobije rat. 
Poljsko-litavski kralj Sigismund Vasa bio je pod velikim pritiskom da sklopi mir, jer su šljahte smatrale da je rat mogao završiti puno ranije da se Sigismund odrekao prava na švedsko prijestolje, koje je izgubio 1599.
Sporazum je postignut uz pomoć francuskih i engleskih posrednika, Poljsko-Litavska Unija morala je učinili brojne ustupke u zamjenu za šestogodišnji mir. S druge strane Gustav Adolf nije gubio vrijeme već je u srpnju 1630. napao Stralsund.
Tim je sporazumom Švedska dobila sve krajeve sjeverno od rijeke Zapadne Dvine (današnju Estoniju).
Latgalija na jugoistokunostala je u poljsko-litavskim rukama.
Švedska je pored toga dobila i pravo na carinu u svim važnijim baltičkim lukama.

## Vanjske poveznice
- Truce of Altmark, 12 September 1629  (engl.)